# 新中野站
新中野站（日语：／ Shin-nakano eki */?）是位於日本東京都中野區中央四丁目，屬於東京地下鐵丸之內線的鐵路車站。車站編號是M 05。

## 歷史
- 1961年（昭和36年）
  - 2月8日：營團地下鐵荻窪線車站開業，當時為終點站。
  - 11月1日：荻窪線延伸至南阿佐谷站，本站成為中途站。
- 1972年（昭和47年）4月1日：荻窪線改稱丸之內線。
- 2004年（平成16年）4月1日：營團地下鐵民營化，由東京地下鐵繼承本車站。
- 2006年（平成18年）4月28日：丸之內線全線月臺加設月台門。

### 站名由來
因已有JR中野站存在，於是命名為新中野站。

## 車站構造
本站是側式月台2面2線之地下車站。位於青梅街道杉山公園與鍋屋橫丁交差點之間。
2007年3月以前，東京地下鐵大部分車站陸續導入新型導覽標誌系統，本站仍維持使用舊式系統。2008年2月，本站遷移站務室與剪票口、新設電梯、導入新型導覽標誌系統。
中野坂上側設有橫渡線供緊急時刻與新年臨時列車使用。

### 月台配置
| 月台 | 路線     | 目的地               |
| ---- | -------- | -------------------- |
| 1    | 丸之內線 | 荻窪方向             |
| 2    | 丸之內線 | 新宿、銀座、池袋方向 |

（來源：東京地下鐵:構內圖 （页面存档备份，存于））

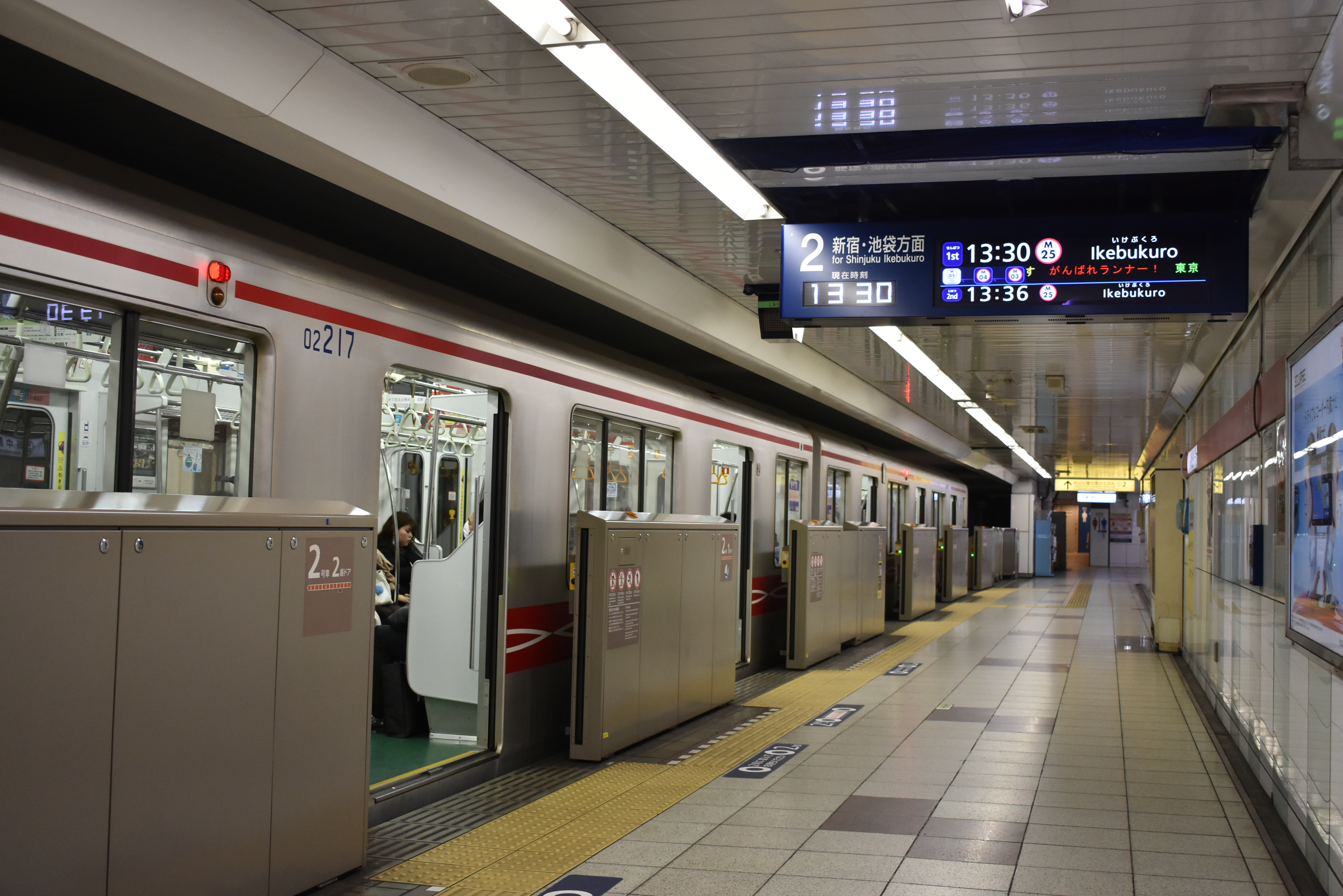
往新宿站方向月台（2019年3月1日攝）
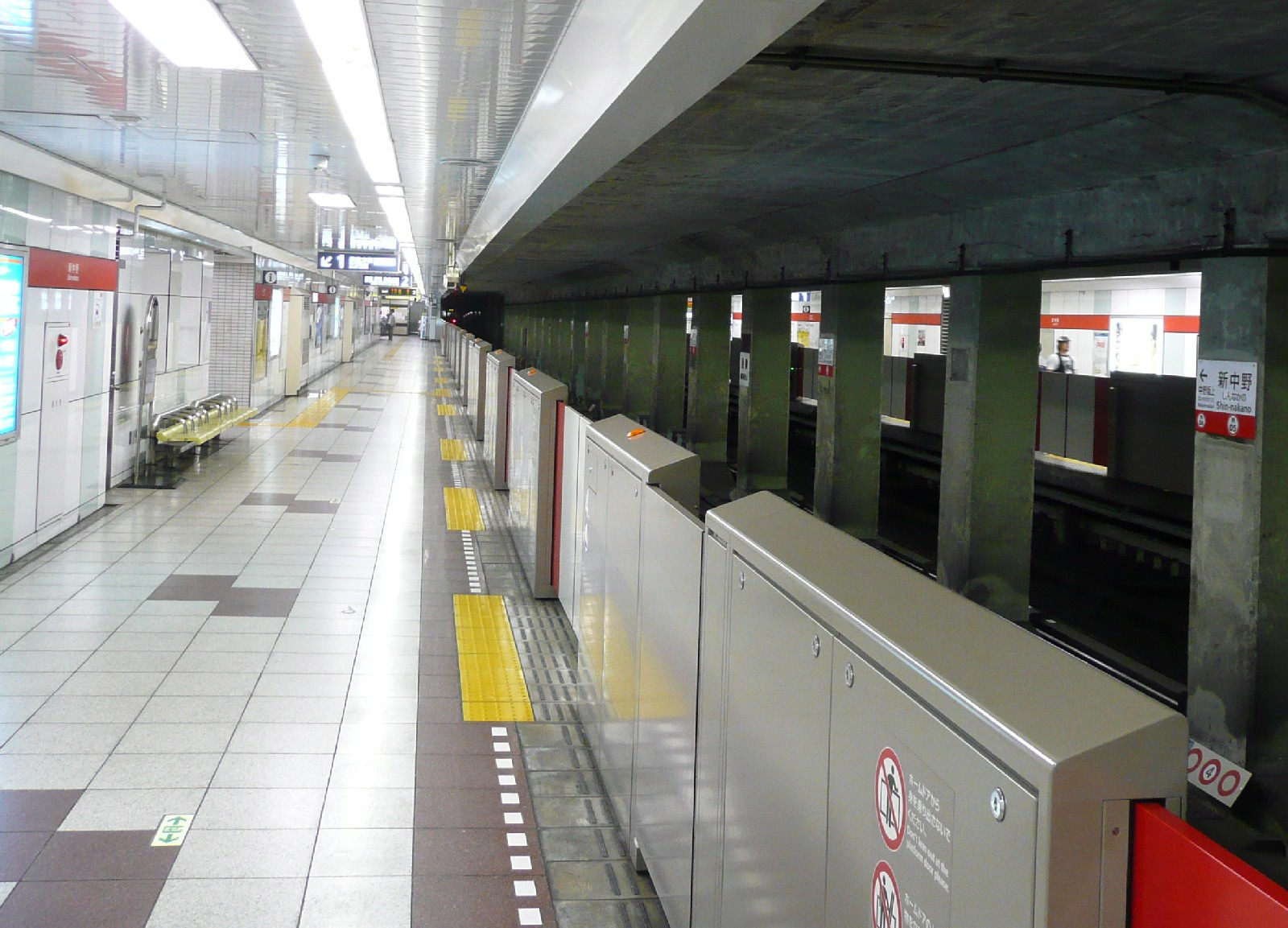
2號月台（2008年7月）

## 利用狀況
2016年度1日平均上下車人次為35,626人，東京地下鐵全部130個車站當中排名104位。
近年1日平均上下車、上車人次變化如下表。
| 年度               | 1日平均 上下車人次 | 1日平均 上車人次 | 來源     |
| ------------------ | ------------------ | ---------------- | -------- |
| 1992年（平成04年） |                    | 16,605           | [ * 1 ]  |
| 1993年（平成05年） |                    | 16,545           | [ * 2 ]  |
| 1994年（平成06年） |                    | 16,249           | [ * 3 ]  |
| 1995年（平成07年） |                    | 15,784           | [ * 4 ]  |
| 1996年（平成08年） |                    | 15,973           | [ * 5 ]  |
| 1997年（平成09年） |                    | 15,630           | [ * 6 ]  |
| 1998年（平成10年） |                    | 15,504           | [ * 7 ]  |
| 1999年（平成11年） |                    | 15,183           | [ * 8 ]  |
| 2000年（平成12年） | 28,811             | 15,211           | [ * 9 ]  |
| 2001年（平成13年） | 28,813             | 15,181           | [ * 10 ] |
| 2002年（平成14年） | 29,463             | 15,079           | [ * 11 ] |
| 2003年（平成15年） | 29,616             | 15,205           | [ * 12 ] |
| 2004年（平成16年） | 29,630             | 14,964           | [ * 13 ] |
| 2005年（平成17年） | 29,492             | 14,868           | [ * 14 ] |
| 2006年（平成18年） | 30,197             | 15,142           | [ * 15 ] |
| 2007年（平成19年） | 30,856             | 15,475           | [ * 16 ] |
| 2008年（平成20年） | 31,759             | 15,841           | [ * 17 ] |
| 2009年（平成21年） | 31,252             | 15,707           | [ * 18 ] |
| 2010年（平成22年） | 31,751             | 15,890           | [ * 19 ] |
| 2011年（平成23年） | 31,125             | 15,635           | [ * 20 ] |
| 2012年（平成24年） | 31,702             | 15,789           | [ * 21 ] |
| 2013年（平成25年） | 32,577             | 16,263           | [ * 22 ] |
| 2014年（平成26年） | 33,026             | 16,490           | [ * 23 ] |
| 2015年（平成27年） | 33,934             | 16,913           | [ * 24 ] |
| 2016年（平成28年） | 35,079             | 17,482           | [ * 25 ] |
| 2017年（平成29年） | 35,626             |                  |          |

## 車站周邊
- 杉山公園（日语：杉山公園）
- 青梅街道（東京都道4號東京所澤線、東京都道5號新宿青梅線）
- 中野通（東京都道420號鮫洲大山線（日语：東京都道420号鮫洲大山線））
- 鍋屋橫丁（日语：鍋屋横丁）商店街（通稱「鍋橫」）
- 中野區鍋橫區民活動中心
- 新中野站前郵便局
- 三菱東京UFJ銀行中野支店
- 瑞穗銀行中野支店
- 東京都民銀行（日语：東京都民銀行）中野支店
- 城南信用金庫（日语：城南信用金庫）中野支店
- 西武信用金庫（日语：西武信用金庫）本町通支店
- 西京信用金庫（日语：西京信用金庫）中野支店
- 麥當勞新中野店

## 巴士路線
- 新中野站前（都營巴士）
  - 王78系統：往王子站前／往新宿站西口
  - 宿91系統：往新代田站／往新宿站西口
- 鍋屋橫丁（新中野站入口）（京王巴士東）
  - 中71系統：往永福町／往中野站
  - 中83系統：往南部高齡者會館／往中野站
- 杉山公園（新中野站入口）（同上）
  - 宿45系統：往新宿站西口／往中野站
  - 中81系統：代田橋循環
  - 澀63系統：往澀谷站／往中野站

## 相鄰車站
東京地下鐵
 丸之內線
東高圓寺（M 04）－新中野（M 05）－中野坂上（M 06）

### 來源
東京都統計年鑑
1. ↑  .   [2017-03-11]. （原始内容存档于2013-08-15）.
2. ↑  .   [2017-03-11]. （原始内容存档于2013-02-03）.
3. ↑  .   [2017-03-11]. （原始内容存档于2013-02-03）.
4. ↑  .   [2017-03-11]. （原始内容存档于2013-02-03）.
5. ↑  .   [2017-03-11]. （原始内容存档于2013-02-03）.
6. ↑  .   [2017-03-11]. （原始内容存档于2016-03-04）.
7. ↑  東京都統計年鑑（平成10年）PDF
8. ↑  東京都統計年鑑（平成11年）PDF
9. ↑  .   [2017-03-11]. （原始内容存档于2016-03-04）.
10. ↑  .   [2017-03-11]. （原始内容存档于2016-03-04）.
11. ↑  .   [2017-03-11]. （原始内容存档于2017-07-29）.
12. ↑  .   [2017-03-11]. （原始内容存档于2017-07-29）.
13. ↑  .   [2017-03-11]. （原始内容存档于2017-07-29）.
14. ↑  .   [2017-03-11]. （原始内容存档于2017-07-29）.
15. ↑  .   [2017-03-11]. （原始内容存档于2017-07-29）.
16. ↑  .   [2017-03-11]. （原始内容存档于2017-07-29）.
17. ↑  .   [2017-03-11]. （原始内容存档于2017-07-29）.
18. ↑  .   [2017-03-11]. （原始内容存档于2016-03-26）.
19. ↑  .   [2017-03-11]. （原始内容存档于2016-03-27）.
20. ↑  .   [2017-03-11]. （原始内容存档于2016-03-25）.
21. ↑  .   [2017-03-11]. （原始内容存档于2016-03-27）.
22. ↑  東京都統計年鑑（平成25年）[永久]
23. ↑  .   [2017-03-11]. （原始内容存档于2017-07-30）.
24. ↑  .   [2019-01-06]. （原始内容存档于2018-11-09）.
25. ↑  .   [2019-01-06]. （原始内容存档于2019-05-02）.

## 外部連結
- 新中野/M05 | 路線・車站資訊 | 東京地下鐵